# Temporal de Río de Janeiro de abril de 2010

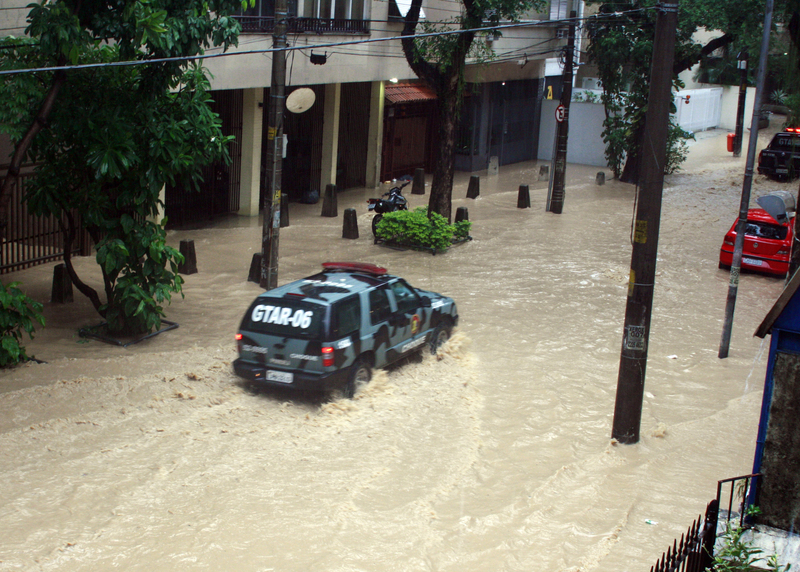
Calle inundada en Río de Janeiro tras el temporal de abril de 2010.

El temporal de Río de Janeiro de abril de 2010 consistió en severas precipitaciones que afectaron al estado de Río de Janeiro, Brasil, durante los primeros días de abril de 2010. Al menos 213 personas murieron, 106 resultaron heridas (incluyendo a varios de los rescatadores) y al menos 50 desaparecieron, mientras que 1.410 personas quedaron damnificadas tras la pérdida de sus hogares. Cerca de 10 000 viviendas fueron consideradas en riesgo grave a causa de la ocurrencia de aluviones de lodo, la mayoría de ellas ubicadas en favelas, asentamientos informales construidos en las laderas de los cerros.

## Eventos
Las fuertes lluvias comenzaron cerca de las 5 p. m. hora local (20:00 UTC) del lunes 5 de abril en la ciudad de Río de Janeiro, y continuaron por 24 horas, con un total de 28.8 cm de agua caída, más de lo que históricamente llueve durante todo abril en el estado carioca, siendo las mayores lluvias caídas en cerca de treinta años. El alcalde de Río de Janeiro, Eduardo Paes, admitió que la ciudad tenía "menos de cero" nivel de preparación para un temporal de lluvia de tal magnitud.
Las inundaciones particularmente afectaron a la ciudad de Río de Janeiro, donde fallecieron al menos 37 personas, y sus áreas circundantes. También se reportaron víctimas en las ciudades de Niterói, São Gonçalo, Paracambi, Nilópolis, Magé y Petrópolis. Varios municipios, incluyendo Niterói, Maricá y Araruama, declararon estado de emergencia por la calamidad pública ocurrida a causa del temporal. El gobernador del estado de Río de Janeiro, Sérgio Cabral Filho, declaró 3 días de luto oficial en conmemoración de las víctimas.
La noche del 7 de abril, una avalancha de barro cayó sobre las favelas de Cubango y Morro de Bumba en Niterói, dejando al menos 200 personas muertas. El derrumbe en Niterói abrió un enorme cráter en la cima del cerro y dejó una lengua de unos 600 metros de tierra revuelta en una de sus laderas por donde rodaron toneladas de piedras y basura que se llevaron por delante las viviendas. Ambas favelas fueron asentadas sobre un antiguo vertedero, lo que facilitó el derrumbe de las viviendas debido a la inestabilidad de la superficie y porque el gas metano presente, producido por la descomposición de la basura, provocó una explosión en la zona que facilitó la caída de las casas. También fueron afectadas por aludes las favelas de Morro dos Prazeres, en Santa Teresa y el barrio Laboriaux, en Rocinha, los que serían removidas por la alcaldía de Río de Janeiro.